# STEM教育
STEM教育（ステムきょういく）とは、"science, technology, engineering and mathematics" すなわち科学・技術・工学・数学の教育分野を総称する語である。2000年代に米国で始まった教育モデルである。高等教育から初等教育・義務教育までの広い段階に関して議論される。科学技術開発の競争力向上という観点から教育政策や学校カリキュラムを論じるときに言及されることが多い。また、労働力開発や安全保障、移民政策とも関連がある。

## 概要
STEMという言葉の元となったのは、1990年代にアメリカ国立科学財団 (NSF)が用いはじめたSMETである。SMETにはsmut（汚れ）を連想させるという指摘があり、NSF理事長リタ・コールウェルの意向により2003年ごろからSTEMに切り替えられた。これを受けて、2000年に創刊された学術雑誌 Journal of SMET Education は2003年に Journal of STEM Education へと改題した。NSFの助成プロジェクトでSTEMの名称が使われている最初期の例としては、1997年に開始されたマサチューセッツ大学アマースト校のSTEMTEC（the Science, Technology, Engineering and Math Teacher Education Collaborative）がある。

### バリエーション
eSTEM (environmental STEM)環境教育を加えたもの。
MINT (Mathematics, Information sciences, Natural sciences, and Technology)使用例は少ないが意味はSTEMに近い。ドイツで用いられることが多い。
STEAM (Science, Technology, Engineering and Arts)芸術分野などの教養（リベラルアーツ）要素を加えたもの。
STEAM (Science, Technology, Engineering and Applied Mathematics)応用数学に力点を置いたもの。
METALSSTEAMにLogic（論理学）を加えたもの。 コロンビア大学ティーチャーズカレッジのスー・スーが導入した。
GEMS (Girls in Engineering, Math, and Science)これらの分野に女性を進出させるプログラムに対して用いられる。

## 各国の状況

### アメリカ合衆国
アメリカ合衆国においてSTEMという言葉が使われ始めたのは、ハイテク職種の適格者が不足しているという懸念から、教育や移民に関する政策提案が論じられる中であった。またこの語は、STEM教科を統合的に教えるカリキュラムが存在しないことへの危惧を訴えるものであった。STEM分野に精通した市民を継続的に育成することは、公教育に関する政策課題の核心だと考えられている。また、テキサス州から広まった用例として、STEM分野に熟練した移民に対する就労ビザ発給を論じる際にも言及されることが多い。現在では、教育の不全とセットになった熟練労働者の不足を意味する形容詞として "so-called STEM jobs"のように用いられることもある。理工系の職種でも、組立ライン工のような非専門的な領域にはあまりこの語は用いられない。

#### アメリカ国立科学財団
STEMの構成分野については、アメリカ国立科学財団 (NSF)が策定するガイドラインに従っている団体が多い。NSFはSTEMの範囲を広く取っており、例えば以下の分野はすべてSTEMに含まれる。
- 化学
- 工学
- コンピュータ科学（computer science、日本語版の記事としては計算機科学と情報科学の記事を参照）
- 社会科学（人類学・経済学・心理学・社会学）
- 数理科学
- 生命科学
- 地学
- 物理学および天文学
- STEM領域の教育・学習に関する研究

CSM STEM Scholars Programのような奨学金プログラムの応募条件にはNSFの定義が使われている。

#### 移民政策
アメリカの組織の多くはNSFのガイドラインに定められたSTEM分野の定義を踏襲しているが、国土安全保障省（DHS）は移民受け入れ方針に関連する基準を独自に定めている。2012年、DHS管轄下にある移民・関税執行局（ICE）は有資格者にオプショナル・プラクティカル・トレーニング (OPT)期間の延長を認めるSTEM指定分野学位プログラム（英: STEM designated-degree program）の対象分野を拡大する方針を発表した。OPTプログラムとは、アメリカ国内で学位を取得した留学生に専門分野のトレーニングの機会を与えるため、学生ビザのまま12か月まで就労を許す制度であるが、STEM指定学位プログラムの有資格者はさらに17か月の延長を受けることができる。ICEの対象分野リストには物理学、化学、生物学などの主要分野のみならず、「アグロエコロジーと持続可能な農業」から「経営科学と計量的手法、その他」まで230項目ほどの細分化された分野が載せられている。

#### 教育
高校生に対するSTEM教育の成否は往々にしてそれ以前の初等教育の段階で決まってしまう。幼稚園や小学校低学年の段階で自然科学や社会科学への興味を植え付けられた生徒は、高校進学後にSTEM教科で好成績を収める可能性が高まる。アフリカ系やヒスパニック系、先住民の生徒とアジア系や白人との格差を埋めるには人種統合教育が効果的である。
STEM教育では、科学や数学のような個々の教科に含まれる工学の要素を拡大したり、工学学習を始める時期を小学校にまで早めることが奨励される。また一部の才能ある生徒だけではなく全ての生徒を対象とする。バラク・オバマ政権の2013年予算では、理数教員養成を改善するためのブロック・グラントを州に供与するMathematics and Science Partnership（MSP;「数学・理科パートナーシップ」）制度が拡大されるとともに、Effective Teaching and Learning: STEM programへと改称された。
STEM教育では生徒の興味を高めるためRepRap3Dプリンターのような新技術を用いることが多い。
2006年、全米アカデミーズはアメリカにおけるSTEM教育の衰退を憂慮する声明を出した。アカデミーズの科学・工学・公共政策委員会が作製した10項目からなる対策リストのうち、トップ3は以下のようなものである。
- アメリカの人材プールを拡大するため、K-12における理数教育を改革する。
- 教師を対象とする理科・数学・技術の技能向上のためのトレーニングを強化する。
- STEM分野の学位を取得する意思と能力を持った生徒に対して進学支援を行う[25]。

NASAもまた、21世紀の宇宙探査を担う科学者・エンジニア・数学者の人材プールを拡充することを目指して、STEM教育を発展させるためのプログラムやカリキュラムを実施した。
カリフォルニアなどの州はSTEMに関する課外プログラムを試験的に実施しており、どんな取り組みが有望か、どのように実践すれば生徒の成績向上につながるかを探っている。フロリダ州もSTEM教育に力を入れている州の一つで、フロリダ・ポリテクニック大学はSTEM教育に特化した工科大学としてフロリダで初めて創立された。
メリーランド大学やシンシナティ大学ではSTEM教育を専門とする教員を養成するための修士プログラムを開設している。

#### 米国競争力イニシアティブ
2006年1月31日、ブッシュ(子)大統領は一般教書演説の中で米国競争力イニシアティブを発表し、STEM教育の発展のため、学力水準を限定せずに連邦政府の支援を強化していく意思を示した。具体的な施策としては、先端的な研究開発プログラムのための連邦政府基金を大幅に増額する（物理科学の先端研究に対するDOEからの基金を倍増するなど）、STEM科目の高等教育を受けた教員を増員するなどが示された。
Texas Space Grant Consortium の主催によって2009年まで実施されていたNASA Means Businessコンペティションはこれらの目標をさらに押し進めるものである。コンペティションに参加した大学生は、中高生にSTEM教科を学ぶ意欲を与え、大学教員と大学生にSTEM関連のアウトリーチ活動を促すためのプロモーションプランの立案を競った。
NSFはSTEM教育プログラムを多数実施している。そのうちITESTプログラムなどはK-12の生徒を対象にしたものである。
The STEM Academyはあらゆる生徒のSTEMリテラシーを高めるために活動している全米規模の非営利団体である。The STEM Academyの取り組み・戦略・プログラム立案の土台となっているのは、全国的に最高の評価を受けた数々の取り組みである。その目標は、少数マイノリティ・低所得階層児童の学力向上、学力格差の解消、中退率の引き下げ、高校卒業率の引き上げ、教員・校長の有効性の向上である。The STEM Academyはすべての学校、すべての生徒を対象とした柔軟に運用できる教育モデルを代表している。
Project Lead the Way (en; PLTW)は中学・高校を対象としたSTEM教育カリキュラムプログラムを提供するアメリカ屈指の非営利組織である。50州すべてにわたる4700校以上で5200件を超えるプログラムを実施している。プログラムの例としては、「Pathway To Engineering」（工学への道）と名付けられた高校の工学カリキュラムや、高校の生物医科学プログラム、「Gateway To Technology」（テクノロジーへの扉）と名付けられた中学校の工学・技術プログラムがある。PLTWはカリキュラムを提供するだけでなく、教員が能力開発を行い、学校・地域・コミュニティを変革するプログラムを履行できるように継続的サポートを提供している。PLTWのプログラムはバラク・オバマ大統領とアーン・ダンカン教育長官をはじめとする州・連邦・民間のリーダーから協賛を受けている。

#### ボーイスカウトアメリカ連盟
ボーイスカウトアメリカ連盟はSTEM教科への興味と熱意をいっそう高めるため2012年春から表彰プログラムを行うことを発表した。STEMプログラムの四つの主要領域において、ボーイ、カブ、ベンチャー各部門の学業基準を達成した児童に対してNOVA賞およびSUPERNOVA賞を授与するものである。

#### 国防総省プログラム
eCYBERMISSION (en)はアメリカ陸軍の助成により参加無料で実施されている理科・数学・技術のオンライン・コンペティションである。参加者の6 - 9年生は科学的方法の各ステップをテーマとした一連のウェビナーを受講する。軍・民のボランティアが講師を務め、STEM分野の研究・教育の経験に基づいて児童チームとそのアドバイザーに専門知識を提供する。
STARBASE (en)は予備役担当国防次官補オフィスの主催によるトップレベルの教育プログラムである。このプログラムでは、児童はキャリア学習の一環として実社会を体験するため軍人との交流を行う。参加者は全国の州軍、海軍、海兵隊、空軍、空軍予備役軍団の基地で20 - 25時間の貴重な経験を与えられる。
Seaperch (en)は水中無人探査機（ROV）を題材とする革新的なプログラムで、授業の一環として、あるいは課外活動としてROVの作製を指導できるように教員を訓練するものである。児童は教師から船舶工学の基礎知識を教えられ、低価格で入手しやすい部品からなるキットを用いてROVを作成する。

#### 立法
2007年アメリカ競争力法 (en: America COMPETES Act Public Law 110 - 69)は2007年8月9日に立法化された。同法が制定された意図は、科学技術研究および幼稚園から大学院・ポスドクまでのSTEM教育に対する投資を国家的に促進するためである。

#### 雇用
STEM分野の高等教育を受けた人材にビザを与える STEM Jobs法案が連邦議会の採決を迎えようとしていた2012年11月、ホワイトハウスは同法案に反対する立場を表明した。これはオバマ大統領の再選キャンペーンを金銭的に支援してきたシリコンバレーのビジネスマンや企業幹部の意向に沿わないものだった。
労働省は以下に示す14の産業分野を「国内で大量の雇用を創出する、もしくは他の業種の成長に多大な影響を及ぼすと予想されている分野、ならびに技術革新が進行中で労働者のスキルセットを一新する必要がある分野」に指定した。
- 高度製造業 (en:advanced manufacturing)
- 自動車産業
- 建設業
- 金融サービス業
- 地理空間情報技術産業
- 国土安全保障産業 (en:homeland security)
- 情報技術産業

- 運輸業
- 航空宇宙産業
- バイオテクノロジー
- エネルギー産業
- 医療業
- ホスピタリティ産業
- 小売業

アメリカ商務省は、STEM職種は収入水準が最高レベルであり、21世紀にもっとも雇用増が見込まれると報告した。同レポートによれば、アメリカ経済の持続成長および安定化を担うのはSTEM労働者である。また、STEM分野の訓練を受けた労働者は実際に就いた職種によらず高収入となる傾向があるとした。

### 香港
香港の学校でSTEM教育の導入が図られ始めたのは2010年代中ごろであった。2015年11月、香港教育局は Promotion of STEM Education と題する文書を発刊し、STEM教育を推進していくための方針と施策を示した。

### アフリカ
サハラ以南のアフリカでは多くの団体がSTEM教育活動とアウトリーチ活動に従事している（英語版リスト参照）。これらの団体はそれぞれ異なる規模や活動範囲、資金源、綱領を持つが、アフリカ大陸のSTEM教育を改善することを目指している点では共通している。

### オーストラリア
オーストラリアでもSTEM教育へのアプローチを確立しようとする試みやプログラムは数多い。2009年にはシドニーの高校生を対象とする発展学習プログラムであるiSTEM (Invigorating STEM)プログラムが設立された。STEM分野に関心の高い生徒と家族に活動を提供するのが趣旨である。本プログラムは成功を収めたため、数多くの大学や団体から賛助を集めるようになった。このほか、本プログラムは生徒や教師をUS Space Academy Programに派遣する発展学習プログラムを実施している。

### カナダ
2010年の調査によると、カナダは大卒者のうちSTEM分野の学位を取得した割合が先進国16か国中12位であった。カナダの割合21.2%はアメリカより高いものの、フランス、ドイツ、オーストリアなどより低かった。調査された国の中では30%のフィンランドが最高であった。

#### カナダ・スカウト連盟
カナダ・スカウト連盟は若い世代にSTEM分野の学習を奨励するためボーイスカウトアメリカ連盟と同様の方策を取っている。カナダ・スカウト連盟のSTEMプログラムは2015から開始された。

#### シューリッヒ・リーダー・スカラーシップ
2011年、カナダ人の企業家・慈善家シーモア・シューリッヒ (en)はシューリッヒ・リーダー・スカラーシップ（en）を設立した。カナダ国内の20大学でSTEM学科に入学した学生を対象に6万ドルの奨学金を支給する、1億ドル規模の事業である。毎年各大学から2人ずつ、40人のカナダ人学生が選出される。才能ある若者をSTEM分野に進ませるのがその目標である。本プログラムはまた、イスラエルの5大学に対してもSTEM奨学金を供与している。

### トルコ
トルコのFeTeMM (Fen Bilimleri, Teknoloji, Mühendislik ve Matematik;「STEM教育タスクフォース」)は単にSTEM分野の卒業生を増やそうとするのではなく、STEM教育の質の向上に取り組んでいる大学人と教育者の連合である。

### カタール
カタールでは、カタール大学センター・フォー・アドバンスト・マテリアルズ (CAM)のアウトリーチ・プログラムとして、STEMを中心とするカリキュラムの高校に通う生徒を対象にAL-Bairaq (en)が実施されている。毎年40校から1000人弱の生徒がAL-Bairaqコンテストに参加する。AL-Bairaqは課題解決型学習を採用しており、出題する研究課題は本格的なものである。生徒同士でチームを組んで課題解決に当たるよう奨励してもいる。これまでの調査では本プログラムの成果は良好だと評価されている。

## 男女平等パラドックス
男女平等な社会である国ほど、女性個人の選択肢が重視されるため、女性でSTEMで学位を取得する割合が低くなることは男女平等パラドックスと呼ばれている。
イギリスのWISE をはじめとして、STEM分野の男女比を均衡させようとするキャンペーンが各国で行われている。女子学生にSTEM分野のメンターを割り当てるミリオン・ウィメン・メンターズ・イニシアティブや、ベライゾンの#InspireHerMindプログラムのようなメンタリング・プログラムもその一例である。オバマ政権下のアメリカでは、科学技術政策局はEducate to Innovateキャンペーンを展開すると同時に、女性にSTEM分野への参加を促すためにホワイトハウスの女性および少女に関する評議会と協同していた。
STEM分野は女性の参画が少なく、STEM職で女性が占める割合はアメリカで25%以下、イギリスでは約13%、日本では約8.1%である。アメリカではこの傾向の原因を探る研究が多数行われており、一例として求人と雇用のプロセスに理由を求めるものがある。とはいえ、高度専門職の指導的な地位に就いた女性はアメリカ国内に数多く、国防総省、NASA、NSFなどに例を見つけることができる。STEM分野で働く女性はほかの職業の女性より平均で33%高い収入を得ている。
アメリカの労働力人口の半分が女性であるにもかかわらず、STEM職に占める女性の割合は25%前後である。女性とほかのマイノリティとで大学生の75%を占めるが、STEM学科の学位取得者に限ると45%である。女性の学部学生でSTEM分野の学位を取得するのは12%、卒業後にSTEM分野で就職するのは3%に過ぎない。NSFによれば、アメリカ国内で科学者もしくはエンジニアとして働いているのはアジア系女性のわずか5%、アフリカ系女性の5%、ヒスパニック女性の2%に過ぎない。全分野では学位取得者の60%近くが女性であるのに対し、例えば計算機科学ではこの割合は20%以下となる。
また、STEM分野の職に就いたあとも男女間の格差があることが分かっている。UNESCOの報告書によると、世界の研究者の3人に1人は女性だが、女性研究者のキャリアは短く、給与も低い傾向にある。また、女性研究者は昇進を見送られやすく、一般的に男性の同僚と比べて出される研究助成金の量が少なくされるなどの格差も存在するといわれている。

## 評価
STEM分野への参加拡充を第一目標とする昨今の取り組みに対しては批判がある。2014年、マイケル・S・テイテルバウムは The Atlantic (en)誌への寄稿 "The Myth of the Science and Engineering Shortage"（理工系労働力不足の神話）において「大卒以上の学歴を必要とする理工系の職種で労働力不足が深刻だという証拠はない」「多くの研究が示すところによると、大多数の理工系職において実質賃金は横ばいか漸増にとどまっており、同程度に専門的な他職種と比べて特に失業率が低いわけでもない」と主張した。またテイテルバウムによれば、オバマ政権のSTEM人材拡充に対する傾倒は、第二次世界大戦以来何度も繰り返されてきた科学者・エンジニア人口増加策の一つでしかなく、過去の試みはいずれも最終的に「大量解雇・雇用凍結・財源縮小」に終わった。一例は1950-60年代の宇宙開発競争に触発された試みで、「1970年代に深刻な不況を招いた」という。
IEEE Spectrum (en)誌の寄稿編集者、ロバート・N・シャレットは2013年の記事 "The STEM Crisis Is a Myth"（STEM危機は神話でしかない）においてテイテルバウムと同様の見解を示した。さらに「STEM分野の学位取得者が必ずSTEM分野の専門職に就くわけではない」と述べ、STEM分野の卒業生で同分野の職に就いたのはおよそ1/4に過ぎず、STEM分野の労働者で同分野の学位を持っているのは半分以下でしかないことを指摘した。
経済ライター、ベン・カッセルマンは2014年にファイブサーティエイトに大学の専攻と卒業後の収入との関係を発表し、その中で科学をほかの3つのSTEM分野と同列に並べるべきではないと主張した。その理由は、ほかの3分野が概して高賃金の職につながるのに対して、「科学の分野の多く、特に生命科学を専攻した者の収入は大卒者全体の中央値を下回った」ためである。